# Pseudotachylit
Pseudotachylit (z gr. ψευδής 'fałszywy', ταχύς 'szybki' i λίθος 'kamień') – jest to skała metamorficzna powstała w wyniku wyjątkowo intensywnego rozkruszania i tarcia skał wyjściowych pod wpływem stressu. Niezwykle drobnoziarnista skała o szklistym wyglądzie, zwykle czarna lub ciemna. Tworzy planarne  żyły, iniekcje lub matriks w szczelinach dylatacyjnych w skale otaczającej. Tworzenie pseudotachylitów stwierdzone zostało zarówno w warunkach deformacji kruchej w górnej części skorupy ziemskiej jak i w warunkach deformacji podatnej. Wystąpienia pseudotachylitów związane są przestrzennie z dyslokacjami lub strefami impaktu. Pseudotachylity wykazują podobieństwo składu chemicznego do skał otoczenia. Pseudotachylity mogą także powstawać w otworach wiertniczych, gdy nie zostanie doprowadzona płuczka.